# Campeonato Mundial de Tiro con Arco al Aire Libre de 1965
El XXIII Campeonato Mundial de Tiro con Arco al Aire Libre se celebró en Västerås (Suecia) entre el 20 y el 23 de julio de 1965 bajo la organización de la Federación Internacional de Tiro con Arco (FITA) y la Federación Sueca de Tiro con Arco.

## Medallistas

### Masculino
| Evento                  | Oro                                                 | Plata                                                        | Bronce                                                    |
| ----------------------- | --------------------------------------------------- | ------------------------------------------------------------ | --------------------------------------------------------- |
| Arco recurvo individual | Matti Haikonen · Finlandia                          | Joseph Thornton Estados Unidos                               | Ben Walker Estados Unidos                                 |
| Arco recurvo por equipo | Joseph Thornton Ben Walker Dick Tone Estados Unidos | Matti Haikonen · Jorma Sandelin · Tuomo Virtanen · Finlandia | John Bask · Kjell-Åke Dunder · Per-Ola Jäderberg · Suecia |

### Femenino
| Evento                  | Oro                                                        | Plata                                                         | Bronce                                              |
| ----------------------- | ---------------------------------------------------------- | ------------------------------------------------------------- | --------------------------------------------------- |
| Arco recurvo individual | Marie Lindholm · Finlandia                                 | Anita Schlebusch Sudáfrica                                    | Juliette Rijff Sudáfrica                            |
| Arco recurvo por equipo | Grace Amborski Helen Thornton Ardelle Mills Estados Unidos | Marie Lindholm · Elma Haikonen · Tuulikki Valkama · Finlandia | Chris Britton Pamela White Joan Chapman Reino Unido |

## Medallero
| Núm. | País           | Oro | Plata | Bronce | Total |
| ---- | -------------- | --- | ----- | ------ | ----- |
| 1    | Finlandia      | 2   | 2     | 0      | 4     |
| 2    | Estados Unidos | 2   | 1     | 1      | 4     |
| 3    | Sudáfrica      | 0   | 1     | 1      | 2     |
| 4    | Reino Unido    | 0   | 0     | 1      | 1     |
| 4    | Suecia         | 0   | 0     | 1      | 1     |
|      | TOTAL          | 4   | 4     | 4      | 12    |